# Saccarina
La saccarina (1,2-benzenisotiazolin-3-one-1,1-diossido) è stato il primo dolcificante artificiale; fu scoperto nel 1879 da Ira Remsen e Constantin Fahlberg della Johns Hopkins University.
La saccarina ha un potere dolcificante 450 volte superiore a quello del saccarosio e presenta un retrogusto amaro o metallico generalmente considerato sgradevole, specialmente ad alte concentrazioni: tuttavia questo difetto è più o meno evidente a seconda della sensibilità personale del consumatore. A differenza di composti analoghi di sintesi più recenti, ad esempio l'aspartame, la saccarina è stabile al calore anche in ambiente acido, è inerte rispetto agli altri ingredienti alimentari e non dà problemi di conservazione.
Nei paesi in cui l'uso di entrambi i composti è consentito, la saccarina viene spesso associata al ciclamato in proporzione 1:10 per correggere i rispettivi difetti nel retrogusto. Viene usata spesso anche in associazione con l'aspartame.

Formula di struttura del sale sodico della saccarina

In forma acida, la saccarina non è molto solubile in acqua; pertanto di norma come dolcificante artificiale viene utilizzato il suo sale sodico. Più raramente, in particolare da parte di chi segue una dieta povera di sodio, si ricorre al sale di calcio. In entrambi i casi la solubilità in acqua è elevata (0,67 g/ml a temperatura ambiente).

## Storia
Il potere dolcificante della saccarina fu scoperto accidentalmente da Constantin Fahlberg nel laboratorio alla Johns Hopkins University. La scoperta avvenne nel 1878 quando Fahlberg a cena  trovò il pane che stava  mangiando stranamente dolce e poi amaro, mentre la moglie assaggiando l'alimento non trovò nulla di strano. Fahlberg controllò le sue dita e verificò che il sapore dolce proveniva da qualche composto con cui probabilmente era venuto a contatto in laboratorio. La sera stessa provò i vari derivati del catrame con cui aveva lavorato la sera prima e trovò che la sostanza era un prodotto di ossidazione del o-toluenesulfonamide.
La scoperta fu pubblicata nel 1879 e 1880 e brevettata da Fahlberg nel 1884.
La saccarina fu una scoperta importante, specialmente per le persone affette da diabete mellito. Infatti la saccarina transita attraverso l'apparato digerente senza alterare i livelli sanguigni di insulina e senza fornire praticamente alcuna energia all'organismo.
Benché commercializzata fin da poco dopo la scoperta, la saccarina non divenne popolare fino al razionamento dello zucchero imposto durante la prima guerra mondiale. La sua diffusione crebbe ulteriormente negli anni sessanta e settanta tra le persone sottoposte a diete alimentari, poiché il dolcificante è praticamente privo di calorie. Spesso viene offerta nei bar e nei ristoranti in sostituzione dello zucchero ed è usata nelle versioni "light" delle bibite gassate.
La saccarina è contenuta come dolcificante in quasi tutti i dentifrici di produzione industriale.

## Chimica
La saccarina può essere prodotta in molti modi. La sintesi originale di Fahlberg e Remsen parte dal toluene con rese complessive piuttosto basse. Nel 1950 venne messo a punto un processo di sintesi che parte dall'acido antranilico, viene trattato con acido nitroso, diossido di zolfo, cloro e ammoniaca. Un altro processo (Bungard, 1967) parte invece dal 2-clorotoluene.

## Interazioni col metabolismo
Gli studi fatti nel XX secolo sulle possibili interazioni della saccarina con le vie metaboliche cellulari, sono stati eseguiti per scongiurare ogni possibile interferenza intrinseca, allo scopo di verificare la sicurezza di questa molecola.
In effetti la saccarina non è una molecola totalmente inerte. Alcuni studi pubblicati negli anni settanta hanno evidenziato che essa interferisce con alcune proprietà enzimatiche della glucosio-6-fosfatasi (EC 3.1.3.9), l'enzima che scinde il glucosio-6-fosfato per immettere glucosio libero nel torrente sanguigno e mantenere l'omeostasi glicemica. Da un lato questo potrebbe sembrare pericoloso; tuttavia questa proprietà potrebbe risultare utile alle persone affette da diabete mellito con iperglicemia resistente al trattamento insulinico.
Anche se l'ipotesi originale ammette che potrebbe essere difficile che la saccarina inibisca l'enzima in vivo in modo significativo, come riportato dallo studio suddetto, se ciò si verificasse si invertirebbe la tendenza di un fegato diabetico a rilasciare eccessive quantità di glucosio nel sangue, specie nelle condizioni di insulino-resistenza. Questa ipotesi non è mai stata confermata e non sono note interazioni di sorta tra l'insulina e la saccarina nell'uomo.
D'altra parte uno studio postumo ha dimostrato che la saccarina ha effetto anti-iperglicemizzante nei topi obesi geneticamente modificati per malfunzionamento dell'ormone leptina (ob/ob). Questo effetto non è stato studiato in dettaglio, ma si ha la certezza che è indipendente dall'insulina.
Esiste un secondo effetto biologico che la saccarina sodica esercita sulle cellule adipose (adipociti) e cioè quello di inibire l'attività di alcune forme di adenilato ciclasi, enzima che sintetizza il secondo messaggero AMP ciclico. L'effetto è stato riportato su adipociti di ratti trattati per 14 giorni con una concentrazione alimentare del 2.5 o del 5%, ma non si verificava su preparazioni di cellule tiroidee, cardiache o cerebrali. Solo le alte dosi di saccarina (5%) condizionavano la crescita corporea e l'introito di cibo. Invece la dose del 2.5% stimolava l'attività enzimatica su adipociti isolati. Questo potrebbe indicare che esiste un'isoforma dell'enzima adenilato ciclasi che è sensibile agli effetti molecolari della saccarina soltanto in specifici tessuti.

## Saccarina e cancro

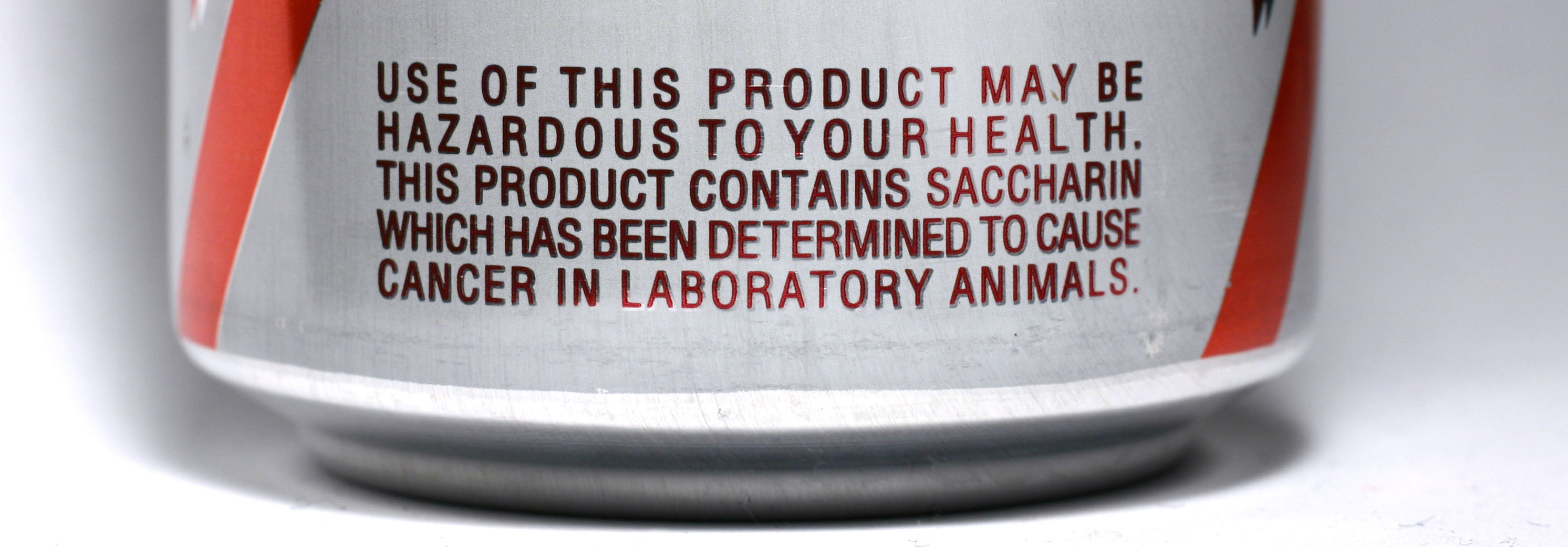
Frasi di avvertimento sulla lattina di una bibita gassata ipocalorica.

Fin dalla sua introduzione la saccarina è stata al centro di preoccupazioni sulla sua potenziale nocività. Durante gli anni sessanta diversi studi hanno suggerito che la saccarina fosse un cancerogeno per gli animali. L'allarme ha toccato il livello massimo nel 1977, dopo la pubblicazione di uno studio in cui si rileva un aumento dei casi di cancro alla vescica nei ratti alimentati con alte dosi di saccarina. Quell'anno la saccarina venne vietata in Canada. Negli Stati Uniti la Food and Drug Administration (FDA) ne propose il bando, ma si scontrò con l'opposizione dell'opinione pubblica, in special modo quella dei malati di diabete per i quali all'epoca non esistevano dolcificanti alternativi. Si trovò il compromesso nell'obbligo di indicare i potenziali pericoli della saccarina sulle etichette dei prodotti che la contengono.
Da allora molti studi sono stati condotti sulla saccarina, con risultati controversi; lo studio del 1977 è stato criticato per via delle altissime dosi di saccarina date ai ratti, un valore ritenuto assolutamente irrealistico per un normale consumatore. Infatti la saccarina è cancerogena se ingerita nella quantità di 4 g/kg in dose unica mentre le concentrazioni tipiche di questo dolcificante negli alimenti sono nell'ordine dei milligrammi. Finora nessuno studio ha evidenziato pericoli per l'uomo alle dosi normalmente utilizzate.
Nel 1991, dopo 14 anni, la FDA ha ufficialmente ritirato la proposta di bando.
Nel 2024, l'EFSA, ha pubblicato uno studio in cui la dose giornaliera accettabile per la saccarina viene alzata da 5 mg/kg a 9 mg/kg.